# Myrteta simpliciata
Myrteta simpliciata là một loài bướm đêm trong họ Geometridae.